# Clytellus javanus
Clytellus javanus es una especie de escarabajo longicornio del género Clytellus, tribu Clytellini, orden Coleoptera. Fue descrita científicamente por Miroshnikov en 2015.

## Descripción
Mide 4,7 milímetros de longitud.

## Distribución
Se distribuye por Indonesia (Java).